# Autostrada A44 (Holandia)
Autostrada A44 (nl. Rijksweg 44) - autostrada w Holandii biegnąca od węzła z autostradą A4 do krzyżówki Benoordenhout za skrzyżowaniem z autostradą A12.